# Виды дисграфий
Дисграфи́я — это частичное нарушение процесса письма, проявляющееся в стойких, повторяющихся ошибках, обусловленных несформированностью высших психических функций.

## Подходы к выделению классификаций
На данный момент выделяют несколько подходов к классификации дисграфий:
- нейропсихологический,
- клинико-психологический,
- логопедический.

## Нейропсихологический подход
Представителями нейропсихологического подхода являются О. А Величенкова, Т. В Ахутина, Ю. В Микадзе тд.
В этом подходе исследователи выделяют 3 типа дисграфий:
- регуляторную,
- акустико-кинестетическую (фонематическую),
- зрительно-пространственную (холистическую) дисграфии.

### Регуляторная дисграфия
В нейропсихологических исследованиях большое внимание уделяется трудностям обучения, связанными с функциональной слабостью лобных отделов III блока мозга, в состав которого входят а) серийная организация движений и речи; б) программирование, регуляция и контроль деятельности. Недостаточная сформированность серийной организации движений и регуляции отражается на письме в трудностях плавного, автоматизированного исполнения двигательной серии, а также трудностях удержания программы, слабой ориентировке в задании, импульсивности и инертности при переключении с одного компонента на другой.  Как следствие, у школьников возникают специфические ошибки особого характера.

#### Специфические ошибки
- Инертное повторение (персеверация) предшествующих элементов букв, слогов и слов (ледоход-ледоходох, магазин – магазим, за машиной – за зашиной);
- Антиципация (предвосхищение) последующих букв или слогов, также ошибки с упрощением двигательной программы — пропуски букв и слогов (на ветках - ва ветках,     ребята – рябята, на деревьях – на девевьях, под крышей – дод крышей);
- Контаминация (слипание) двух слов (на ели лежит – на елижит, всё ещё – всёщё);
- Ошибки языкового анализа (отсутствие заглавной буквы в начале предложения, реже – пропуск точек в его конце, слитное написание слов с предлогами («гуси вышли изадвора»), слитное написание нескольких слов (в доме – вдоме, наступила – на ступила). Ошибки обозначения границ слова являются наглядным проявлением снижения ориентировочной деятельности; вставки букв (в слове присутствует лишняя буква: длинна, будующее, тигар, ноябарь). [5][8]

### Акустико-кинестетическая дисграфия
II блок в нейропсихологических исследованиях относят к хранению, переработке слухоречевой, кинестетической, зрительной и полимодальной информации.
Акустико-кинестетическая дисграфия возникает при слабости левополушарных функций II блока мозга и характеризуется отставанием переработки слуховой и кинестетической информации. Для этого вида дисграфий характерны ошибки, связанные с трудностями выбор близких фонологических единиц.

#### Специфические ошибки
- Ошибки слухового выбора: смешение парных глухих-звонких согласных, мягких и твёрдых, близких по звучанию и произношению звуков: собака - сопака, три - дри,     едут - етут, больших  - больжих, пароход — бароход , долго — долко, шумно — жумно;  на зорьке – на сорке;
- Выпадение слогов, букв: дыню - дыю, страна - стана;
- Смешение звуков, (сонорных, аффрикат и их компонентов: т-п, б-д, т-н, ч-ц, ч-ш, ч-т, ц-с, ц-т): зайца - зайча, ветер – ветел, тёплая – цепляя, часто – цасто, щуки – чуки, чертит – черчит, цветы – светы;
- Смешение звуков, близких по произношению (смешение свистящих-шипящих согласных): (ж – з, т– п, т – к, т – н, д – б, но не г-к): протяжный – протязный, тополь - кополь, полоса – толоса;
- Смешение букв, близких по написанию (и – у, ш – ш, ж – х, Р – Г, и – щ, л – м, Ч - У). Лиса – луса, жарко – харко.

### Зрительно-пространственная (холистическая) дисграфия
Зрительно-пространственная (холистическая) дисграфия возникает при слабости правополушарных функций II блока мозга и характеризуется отставанием в развитии переработки зрительно-пространственной, зрительной и слуховой информации. При нарушении холистической стратегии появляются трудности удержания целостности текста и контекста: фрагментарность, уход от основной идеи при построении и понимании текста в письме.

#### Специфические ошибки
К ошибкам, связанными с гностическими нарушениями переработки информации относят:
- Трудности ориентировки на листе бумаги, нахождения начала строки (левостороннее игнорирование/отсутствие отступа), трудности удержания строки, выход за поля;
- Раздельное написание букв внутри слова, постоянные колебания наклона, ширины и высоты букв;
- Устойчивая зеркальность при написании букв и цифр (З – Е, Э – С, д – б, замена букв д-б, д-в, У – Ч);
- Трудности актуализации графического/двигательного образа буквы (смешения зрительно похожих или близких по написанию букв: к-н, г-р, п – т, ж – х; смешения рукописных букв у-ч, и-у, д-б, д-в, л-м;
- Трудности запоминания зрительного образа слова, ошибки в идеограммах, словарных словах (Классная работа, Задача, Упражнение), орфографические ошибки;
- Фонетическое письмо (ручьи-ручйи, шоссе- шесе).

## Клинико-психологический подход
Представителями клинико-психологического подхода являются А.Н Корнев, Мнухин, Ю.Г Демьянов, Марковская.
Корнев классифицирует дисграфии в связи с нарушениями связанными с фонологией и синтезом единиц.
- Дисфонологические дисграфии,
- Метаязыковые дисграфии.

### Дисфонологические дисграфии
У этой дисграфии одним из ведущих механизмов являются фонологические нарушения. На  ранних этапах усвоения фонетической системы родного языка это приводит к стойким нарушениям звуко-произношения: смешению близких по слухо-произносительным признакам звуков («зубы — субы-», «гриб — криб» и т. п.). Часто эти ошибки не связаны с трудностями произнесения смешиваемых звуков.

#### а) Паралалические дисграфии («Косноязычие в письме»)
У этого вида дисграфий на письме проявляются дефекты произношения, и ребёнок пишет слова так, как их произносит. У детей с паралалическим вариантом дисграфии обычно имеются нарушения звукопроизношения. Вместе с заменами и смешением встречаются искажения и упрощения звуков. Упрощения звуков количественно преобладают: ребёнок использует временные заменители трудных для произношения звуков, свойственные детям раннего возраста (бочка — ботькаъ, булка — булька, буйка, пушка — пуська, рама — ляма). Иногда трудности звукопроизношения приводят к нарушению слоговой структуры слов в виде пропусков и перестановок слогов.

#### б) Фонематические дисграфии
Фонематические дисграфии  проявляются в виде стойких ошибок смешения оппозиционных согласных, близких по акустико-артикуляторным признакам (б-п, д-т, с-з, ш-с, т-т , л-л'), пропуски букв, орфографические ошибки, плохо автоматизированные речевые ряды (времена года, дни недели, счёт в прямом и обратном порядке). Дети допускают много ошибок при повторении серий слогов с оппозиционными согласными (па — ба — па, да — да — та, за — са — за) и вместо требуемой последовательности воспроизводят серию одинаковых слогов (да — да — да/та — та — та). Затруднения происходят из-за дефицита сукцессивной памяти и неполноценности фонематических дифференциаций.

### Метаязыковые дисграфии
Расстройства в своей основе имеют нарушения не языковых, а метаязыковых процессов: операций, связанных с осознанием основных лингвистических единиц членения речи (предложение, слово, слог, звук) и анализом устных высказываний на эти условные единицы.

#### а) Дисграфии вследствие нарушений языкового анализа и синтеза.
У детей с подобными расстройствами на письме присутствуют пропуски букв (чаще гласных) и перестановки букв и слогов. Нарушается деление текста на предложения (отсутствуют точки и заглавные буквы) и предложения — на слова. В последнем случае часть слова пишется отдельно или два и более слов пишут слитно.

#### б) Диспраксические (моторные) дисграфии.
У детей с нарушением моторной сферы также наблюдаются особые трудности письма. Проявляются эти трудности в нарушении пальцевого праксиса. У детей с таким нарушением рисунки обычно низкого качества по техническим и по содержательным показателям. Присутствует инертность в переключении с одной двигательной формулы на другую, отсюда замены букв в письме. Наличие у двух или нескольких букв одинаковых начальных элементов провоцирует ошибку в виде смешения этих букв. В письме много ошибок в виде недописывания элементов, уподобления соседних элементов букв, замен е — в.

## Логопедический подход
Представителями логопедического подхода являются Л.С Волкова, Л. Г Паромонова, Т. А Власова.
Одна из последователей логопедического подхода Пармонова выделяет следующие виды дисграфий:
- акустическая дисграфия,
- артикуляторно-акустическая дисграфия,
- дисграфия на почве несформированности анализа и синтеза речевого потока,
- оптическая дисграфия,
- аграмматическая дисграфия.

### Акустическая дисграфия
Акустическая дисграфия (дисграфия на почве нарушения фонемного распознавания), характеризуется трудностями различения некоторых акустически близких звуков на слух и ведёт к частым заменам на письме двух разных фонем (голова - колова, цветок - светок) Но в устной речи эти звуки не смешиваются.

### Артикуляторно-акустическая дисграфия
Артикуляторно-акустическая дисграфия, отличается не только неразличением ряда звуков на слух, но и заменой их в устной речи ребёнка. Наличие ошибок звуковых замен и неправильного проговаривания слов в устной речи приводит к ошибкам на письме. Ошибки при письме у акустической и артикуляторно-акустическая дисграфий схожи, но отличаются тем, что во втором случае в устной речи ребёнка также присутствуют однотипные звуковые замены. Ребёнок себе диктует: сарф, лакета. Но некоторые хорошо знакомые при письме слова могут быть написаны правильно за счёт опоры на зрительный образ слова.

### Дисграфия на почве несформированности анализа и синтеза речевого потока
Дисграфия на почве несформированности анализа и синтеза речевого потока, характеризуется трудностями анализа речевого потока. Ребёнок не может в потоке устной речи выделить отдельные слова, чтобы потом разделить эти слова на составляющие их слоги и звуки. На письме мы основываемся на звуковой состав слов и подбираем нужные буквы для обозначения каждого конкретного звука. Соответственно при невозможности определить порядок букв и звуков в слове появляется нарушенная последовательность записи слов, фраз. Данная дисграфия выражается в искажении звуко-слоговой структуры слов: пропуски, перестановки букв, добавление лишних букв и слогов, записи предложения в виде одного слова. (цветы стоят на столе - цвтыстятстле).

#### Специфические ошибки
При несформированности деления слов на звуки ошибки могут выражаться в следующем:
- Пропуски в словах согласных букв, особенно при их стечении (стол - тол, стрела - трела);
- Пропуски гласных букв (трактор - трктор,  картина - картна);
- Вставка лишних букв ( стол» - стлол);
- Перестановка букв (труба - турба, лампа - лапма).

При несформированности деления слов на слоги ошибки выражаются в
- пропусках слогов (молоток - моток);
- в добавлении лишних слогов (молоток - молототок);
- в перестановке слогов ( молоток» - мотолок).

### Оптическая дисграфия
Оптическая дисграфия связана с трудностью зрительного различения букв и усвоения ребёнком зрительных образов букв, многие из которых кажутся ему одинаковыми. Такие ошибки скорее всего возникают из-за несформированности у него зрительно-пространственных представлений и выражаются в заменах на письме оптически сходных букв (типа «ш» и «щ»), в зеркальном написании букв и в недописывании или искажении их элементов.

#### Специфические ошибки
К ошибкам, связанными с нарушениями при оптической дисграфии относят ошибки:
- Замены букв, состоящих из разного количества одинаковых элементов (и - ш, ц - щ, п - т, л - м);
- Замены похожих, но по-разному расположенных в пространстве элементов букв, что в итоге приводит к замене самих этих букв (в - д, б - д, ш - т);
- Недописывание элементов букв (И-У);
- Зеркальное изображение букв (Е-З, С-Э).

### Аграмматическая дисграфия
Аграмматическая дисграфия, характеризуется несформированностью у ребёнка грамматической системы, что на письме проявляется в неправильном согласовании слов, выборе неправильных окончаний, предлогов и пр.: «дети учится» (вместо «учатся») в школе»; «шишка упала с деревом» (вместо «с дерева»); «грибы растут под ёлки» (вместо «под ёлкой»). Дети с аграмматической дисграфией испытывают трудности в изучении склонений имён существительных, прилагательных, числительных, а также в усвоении правил согласования слов по роду, числу, падежу.